# As Serenity Fades
As Serenity Fades was een Finse deathmetalband.

## Artiesten
- Sami Kotiranta - vocalist
- Peter Viherkanto - gitarist
- Sami Vainikka - gitarist
- Henri Fagerholm - bassist
- Tom Henriksson - drummer

## Discografie
- 1994 - Earthborn (EP, Adipocere)